# Acrosanthes humifusa
Acrosanthes humifusa là một loài thực vật có hoa trong họ Phiên hạnh. Loài này được (Thunb.) Sond. mô tả khoa học đầu tiên năm 1862.